# 马来西亚宪法第153条
《马来西亚宪法》第153条规定，马来西亚最高元首有责任保护马来族与沙巴州和砂拉越州的原住民的特殊地位，以及其他民族的合法权益。具体来说，该条文赋予最高元首权力，在最高元首认为合理的情况之下，最高元首有权确保公共服务、高等教育机构保留名额给马来族与沙巴州和砂拉越州的原住民。
在该条文下，最高元首拥有允许执行固打制的权力，且执行这项权力是必须在当最高元首认为合理的情况之下的，即最高元首不可任意执行之。

## 根源
马来人特别地位的根源为英国殖民政府与马来州属之间的协定。马来亚联邦1948年协议第19(1)(d)条款中延续了这项认可，后来也在马来亚联合邦宪法及现在的马来西亚宪法中有所体现。早期，为了让马来亚联合邦独立建国，英殖民地政府设立的一个以知名英国法官里德勋爵为首的委员会——里德委员会（Reid Commission）草拟马来亚联合邦宪法。该委员会在其1957年发表的《1957年马来亚联邦宪法委员会报告》或《李德委员会报告书》中提到关于“特殊地位”的句子：
- “我们受到委托，以在宪法中规定保障马来人特别地位，以及其他族群的法定权益。”
- “保障马来人特别地位若是预示着允许一个族群，而不是其他族群长久享有特别优惠，我们发现到，要调和这项委托是相当困难的。”
- “让一个族群比其他族群更优先，并且长久享有特别优惠，联盟党也发现到这是很困难的。由首长东姑阿都拉曼领军的联盟党代表也认为，在独立的马来亚，所有国民都享有平等权利、优惠与机会，不容出现以种族、宗教信仰为由的歧视….’王室成员亦在备忘录中表达相同的看法：‘我们期望在不久的将来，我们可以在我国政治、经济领域中杜绝种族主义’。”
- “当我们要决定何谓‘马来人的特别地位’时，我们发现到：根据英国跟马来州属的协定，马来人特别地位一直都是受到承认，当局亦不时重申这件事。马来亚联邦1948年协议第19(1) (d)条款中延续了这项认可，保障马来人特别地位与其他族群权益的责任就落在最高专员署身上。”
- “在一些领域里发现了认为这个特权不应该延续下去的声音。”
- “如果突然取消马来人特殊地位，马来族和其他族群相比会处在一个危险和不公平的环境。”
- “在未来的日子现有的特权应该逐步削减而在最后完全取消。”

里德委员会草拟宪法前曾拜访马来亚以汇集各方意见，尽管有些团体反对长久延续马来人特别地位条文，但并没有碰到任何人反对延续马来人特别地位。该委员会继而考察马来人特别地位、马来人在经济与教育领域落后于其他族群的情况。基于委员会一些普世和标准的价值和准绳，以及依据当时马来亚联合邦的民意，包涵马来人和非马来人所提呈的备忘录和观点，委员会最终决定在草拟宪法时保留了马来人特别地位。该委员会曾建议在国家独立15年之后，检讨宪法第153条文，惟此建议最终没有被纳入宪法草案的最后版本，即现今的宪法。

## 体现

### 条文体现
里德委员会提到，马来人特别地位体现在四个领域：
- 保留地
- 公共服务机构的固打名额
- 准证与商业执照的固打名额
- 奖学金与教育领域的固打名额

### 实际政策
1970年，巫统政府为提高马来族的经济地位，开始推行“新经济政策”，其中提及对马来人和原住民的优惠政策包括：土著在经济领域占有30％的股权；在各方面继续扶持土著，以缩小土著与非土著之间的经济鸿沟；大专学府的招生额为土著55％，非土著45％；挂牌公司必须将30％的股权售予土著；通过私营化计划，让土著商家获取更多的经商与管理机会；鼓励土著与非土著进行联营计划，从而达到经济重组的目标；政府保送土著学生出国深造，栽培更多的土著专业人才等等。

## 争议

### 特殊地位
一些人会将条文中的特殊地位误以为是特殊权利。宪法学者阿兹巴里表示，这项条文其实并没有触及权利的字眼，而仅谈到“特殊地位”，且补充在宪法里“权利”部分出现在宪法第二部分，而其中的第8条文提倡公平，宪法第152（1）条文更阐明，马来人“特殊地位”与其他族群的“正当利益”之间必须有平衡。

### 条文修订
根据宪法第159条文，此条文是可以被修订的。不过，需要马来西亚国会上、下议院在二读、三读时，拥有三分之二的国会议员支持修订法案，在统治者会议批准之后，该项修订法案方才生效。因此，该条文是不可被修订说法是不符合宪法规定的。

### 马来主权
第153条文通常被考虑作为马来西亚社会契约一部分，唯马来西亚宪法条文中从来没有提出马来西亚社会契约定义。此外，第153条文还被巫统进一步衍生出马来人至上种族主义。从而引发部分马来族将马来西亚华裔和印度裔称为“外来者”或“寄居者”，并且要求他们逐出马来西亚。